# Нямга
Нямга — река в России, протекает в округе Вуктыл Республики Коми. Устье реки находится в 65 км по левому берегу реки Малый Паток. Длина реки составляет 11 км.
Река берёт начало на Исследовательском хребте Приполярного Урала на границе с Ханты-Мансийским автономным округом. Нямга вытекает из небольшого горного озера Паток. Исток расположен на глобальном водоразделе Печоры и Оби, из соседнего озера берёт начало река Кобыла-Ю.
Река течёт на юго-запад среди вершин Приполярного Урала. Течение носит бурный, горный характер. Скорость течения на всём протяжении около 3 м/с. Ширина реки на всём протяжении около 10 метров.

## Данные водного реестра
По данным государственного водного реестра России относится к Двинско-Печорскому бассейновому округу, водохозяйственный участок реки — Печора от водомерного поста у посёлка Шердино до впадения реки Уса, речной подбассейн реки — бассейны притоков Печоры до впадения Усы. Речной бассейн реки — Печора.
Код объекта в государственном водном реестре — 03050100212103000062477.